# Cicurina cicur
Cicurina cicur es una especie de araña araneomorfa del género Cicurina, familia Hahniidae. Fue descrita científicamente por Fabricius en 1793.
Habita desde Europa hasta Asia Central.